# East Lancs Pyoneer

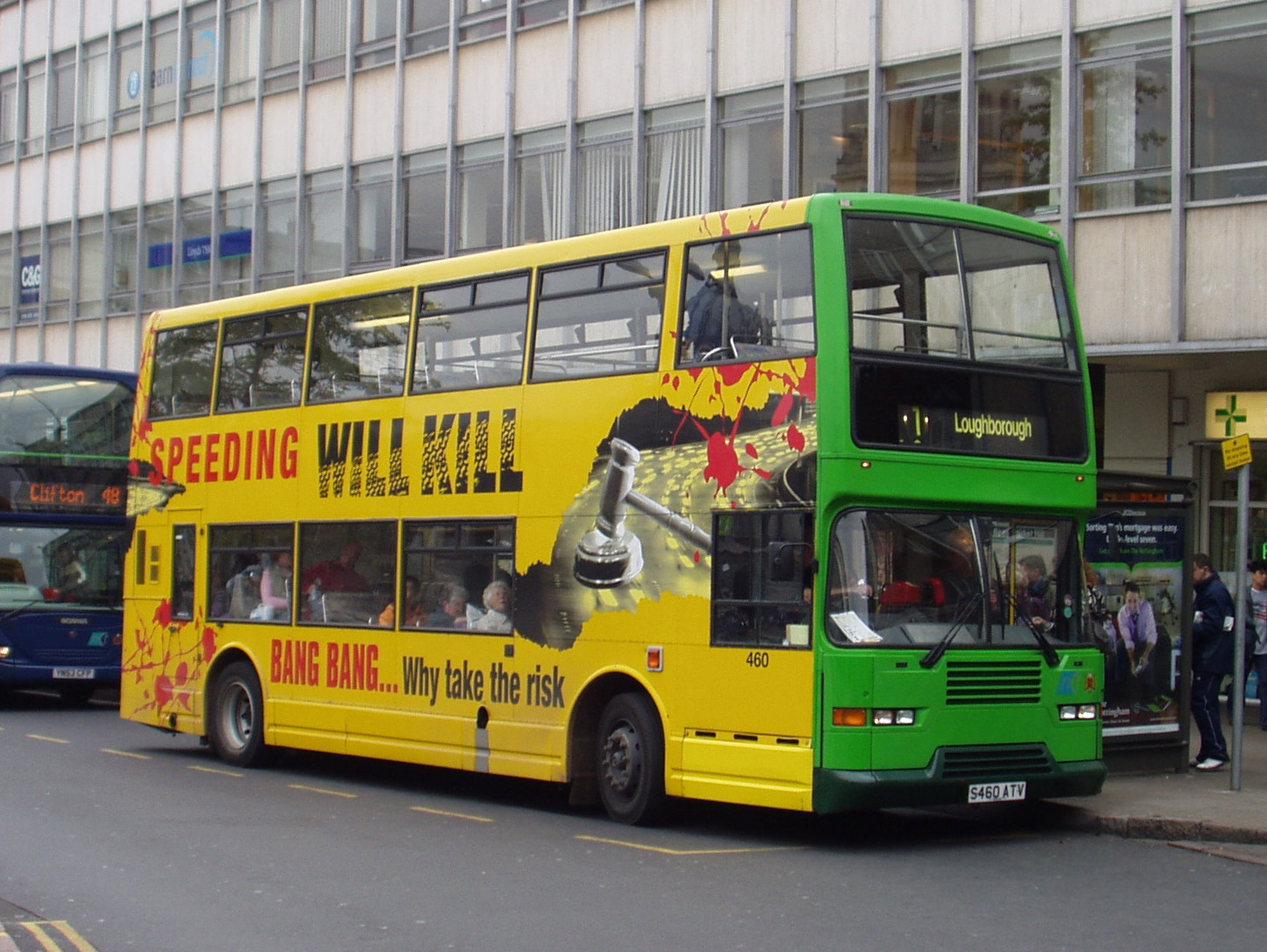
Un autobus Pyoneer

L’East Lancs Pyoneer è un modello di autobus a due piani costruito su telai Volvo Olympian, Dennis Arrow e Volvo B10M dalla East Lancashire Coachbuilders. Il nome continua la tradizione di nomi dalla grafia particolare iniziata con il Cityzen.

## Storia
Il Pyoneer era un autobus a due piani con pianale alto e venne presentato durante il 1997. Doveva essere un complemento per la gamma nella quale si trovava il precedente Cityzen. Il modello però ebbe una vita molto breve in quanto iniziarono a fare la loro comparsa gli autobus a pianale basso il cui primo modello, un DAF/VDL DB250, fece la sua comparsa nel 1998. Nel 1999 gli autobus a pianale basso avevano preso piede e di conseguenza gli ordini per il Pyoneer rallentarono. Questo spinse la East Lancs a progettare una nuova versione, a pianale basso, del Pyoneer.
Il progetto del Pyoneer ha influenzato quello del successivo modello Lolyne così come la versione ad un solo piano del Lolyne: lo Spryte.
Il principale utilizzatore del Pyoneer è stata la società Nottingham City Transport, che li ha acquistati su telaio Volvo Olympian e Volvo B10M. L'ultimo esemplare è stato ritirato nel 2009 ed ora la flotta di questa società è tutta su autobus a pianale basso.